# Südlicher Grauer Kuskus

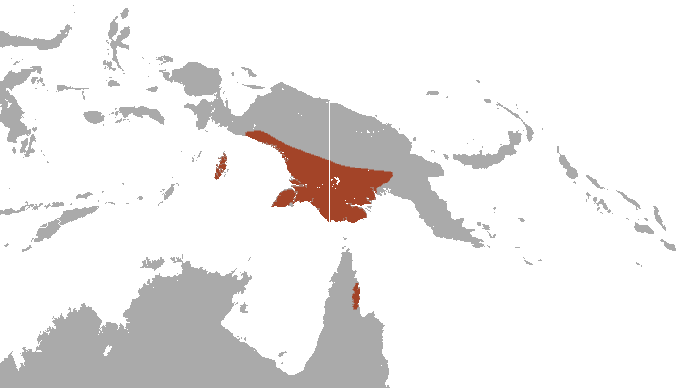
Verbreitungskarte von Phalanger mimicus

Der Südliche Graue Kuskus (Phalanger mimicus) ist ein Kletterbeutler aus der Gattung der Kuskus (Phalanger), der im Süden von Neuguinea und auf der Kap York-Halbinsel in Nordost-Australien beheimatet ist.

## Merkmale
Die Oberseite des Körpers ist graubraun mit einem schwarzen Mittelstreifen auf dem Rücken, die Unterseite ist weiß. Bei manchen Exemplaren ist der Bauch ebenfalls graubraun. Der Greifschwanz hat an der Wurzel die gleiche Farbe wie die Oberseite, der übrige Schwanz ist nackt und dunkelbraun. Die rosa Ohren sind kurz und rund. Die Kopf-Rumpflänge beträgt (bei der australischen Unterart) 330 bis 400 Millimeter, die Schwanzlänge 280 bis 350 Millimeter und Gewicht 1500 bis 2200 Gramm. 

## Unterarten
Die australischen und neuguineischen Populationen werden jeweils in die Unterarten P. m. peninsulae (TATE, 1945) und P. m. mimicus (THOMAS, 1922) unterteilt. 

## Verbreitungsgebiet
Auf Neuguinea erstreckt sich das Verbreitungsgebiet der Art vom Fluss Mimika über den Mount Bosavi bis zum Fluss Orioma; möglicherweise gehört die Population von den Aru-Inseln ebenfalls zu P. mimicus. 
Auf Australien kommt die Art von der McIlwraith Range bis zur Iron Range in Regen- und Akazienwäldern vor (siehe McIlwraith and Iron Ranges Important Bird Area).

## Lebensweise
Der Kuskus ist ein einzelgängerisches, nachtaktives Tier. Tagsüber hält er sich in einer Baumhöhle auf. Nachts bewegt er sich auf der Suche nach Nahrung lang durchs Blattwerk. Seine Nahrung besteht aus Blättern, Früchten und Blüten.

## Systematik
Diese Art galt früher als Unterart des Grauen Kuskus (Phalanger orientalis) und anschließend von P. intercastellanus. Von manchen Wissenschaftlern wurde die Art früher auch in die Gattung der Bodenkuskus (Strigocuscus) gestellt.